# Chlorodendrales
A Chlorodendrales a valódi zöldmoszatok egy héjjal és ostorokkal rendelkező egysejtű kládja, a Chlorodendrophyceae egyetlen csoportja. Korábban a polifiletikus Prasinophyceaebe sorolták, melybe szénhidrátpikkelyekkel fedett sejtek tartoznak, és melyen belül a Chlorodendrales egyedi, mivel e pikkelyek egyesült héjfalat alkotnak. A Chlorodendrales sejtjeit teljesen befedik e pikkelyek, melyek a sejttest körül egyesültek, héjat alkotva, de az ostorokon, melyből általában a sejten 4 van, elkülönülnek. A Chlorodendrales fajai tengerben és édesvízben is élnek, a bentikus és planktonikus táplálékhálózatnak is részei. Emellett fotoautotrófok, vagyis tápanyagaikat a napfény kémiai energiává alakításával állítják elő.
Korábban a Prasinophyceae IV. kládjaként sorolták be.

## Történet
1917-ben írta le a csoportot Fritsch a Chlorodendron alapján. Eredetileg ide sorolta Iyengar az Ecballocystopsis, Fritsch a Pyramimonas nemzetséget, melyek ma a Botryococcaceae, illetve a Pyramimonadophyceae kládokba tartoznak.
A Chlorodendraceae korábban a Chlamydomonadalesbe (korábban Volvocales) tartozott, Round 1963-ban Mary Parke és Adams 1961-es munkáján, valamint Chadefaud 1953 előtti munkáján alapuló új csoportot hozott létre a Chlorodendraceae és a Prasinocladus számára, melyet Prasinodendralesnek nevezett. A Tetraselmidaceae és a Chlorodendraceae csoportokat korábban a Prasinophyceae családjaiként határozta meg Christensen.
A Chlorodendrales korábban a Chlorophyceae kládja volt,

## Morfológia
A Chlorodendrales sejtjei alakja és mérete fajonként eltér: a sejtek hossza elérheti akár a 25 μm-t, és lehetnek kerekek, tojás, ellipszoid, lapos vagy tömör alakúak, így nagy a Chlorodendrales-sejtek diverzitása. Négy ostora apikális üregből indul. A pikkelyek szénhidrátjai sziálsavszerű savas szénhidrátok.
Az ostorok mellúszásszerű mintában mozognak, alapi testük gyökerei X2X2 elrendezésben vannak jelen.

### Ostor- és sejttestpikkelyek
A Chlorodendrales pikkelyei a többi korábban közeli rokonának tekintett kládéitól abban térnek el, hogy héjjá egyesülnek, mely a sejt külső védőrétegeként működik, azonban hozzájuk hasonlóan a Golgi-készülékben jönnek létre, és az endomembrán rendszer révén szekretálja. A transz-Golgi-oldalról induló vezikulumok a pikkelyeket a sejtfelszínre szállítják, majd az azzal való egyesüléskor a külső sejtoldalon szabadítják fel. A Chlorodendralesben e pikkelyek a szekréció után egyesülnek héjfallá, ahol az egyes pikkelyek egymással alkotott keresztkötésekkel egyesülnek.
Az ostor- és sejttestpikkelyek szerkezetileg és funkcionálisan különbözők, a fő különbség utóbbiak egyesülése. A pikkelyek mérete, alakja és makromolekuláris összetétele is eltér. A Golgi-készülék egyszerre egy pikkelytípust tud előállítani, így a több pikkelytípusú fajoknak időben és térben elkülönülő különböző héjfejlődési fázisokkal kell rendelkezniük. Így a sejttest- és az ostorpikkelyek külön keletkeznek.

### Rendszertani és fajazonosítási célból használt pikkelyek
The thecae of Chlorodendrales species are often unique, and it is an important character for species identification and classification. Thecate features vary greatly from species to species, in which thecae can vary between 1-5 scale layers, in scale shape, in scale size, and in molecular composition/ultrastructure. These thecate features are genetically determined, and thus, they are a consistent and reliable characteristic that will not be influenced by environmental factors.

### Chlorodendrales-nemzetségek
A Chlorodendralesbe 2 ismert nemzetség tartozik, a Tetraselmis és a Scherffelia. Mindkettő zöld ostoros héjas fotoautotróf. A két nemzetség közti különbség a pirenoidok jelenlétében vagy hiányában van: a Tetraselmisben vannak pirenoidok, a Scherffeliában nem. A két nemzetség ostorai fajonként eltérő összetételűek és morfológiájúak, ezek használhatók a taxonómiai azonosításhoz. Mindkét nemzetség 3 ostorpikkelytípust hoz létre kombinációban, és a pikkelyminta fajonként eltér. A pikkelyek elsősorban ultraszerkezetileg és összetételben térnek el, és ezek a fő ostorpikkely-jellemzők fajok azonosításához. A növekvő tudás az ostorpikkelyek morfológiájáról és ultraszerkezetéről és az így lehetséges fajazonosítás a mikroszkópia és a festés fejlődésének következménye.

## Élőhely és ökológia
A Chlorodendrales fajai tengeri és édesvízi ökoszisztémákban élnek az egész világon, beleértve az indiai Goa sós síkságait. Fajai a bentikus és a planktonikus táplálékhálózatokban is különböző nicheeket töltenek be, fotoautotrófok és a szárazföldi környezetekben élő embriós növényeknek megfelelő környezeti funkciójuk. Az elsődleges termelőket elsődleges fogyasztók, például zooplankton, gerinctelenlárvák és heterotróf egysejtűek fogyasztják. A legtöbb faj szabadon élő, egyes fajai azonban állatok fotoszintetikus szimbiontái lettek, azonban a Chlorodendralesszel szimbiózisban élő állatfajok korlátozottak a fotoszintézishez szükséges napfény miatt. A Chlorodendrales populációi természetes körülmények közt jelentős mennyiségi változásokat mutatnak az abiotikus körülmények, például a hőmérséklet, a napfény és a tápanyagmennyiség szezonális változása miatt. Így alakulnak ki az „virágzások”, melyek tavaszi és őszi gyors algamennyiség-növekedések, melyeket a sok fény és a vízben történő tápanyagátadás és a vízrétegek felső fotoszintetikus réteget tápanyaggal ellátó, így az elsődleges termelés virágzását okozó vízkeveredés okoz.
Legalább 2 tengeri Placopus-faj a Tetraselmist annak héját felbontva eszi.

## Életciklus
Ivartalanul osztódással szaporodik, ennek telofázisakor a metacentrikus orsó megszűnik. A citokinézist fikoplaszt mediálja.

## Genetika
Filogenomikai és transzkriptomikai elemzések alapján Pedinophyceae közeli rokona, azonban nem ismert, mely klád bazálisabb. Egyes fajok, például a Scherffelia dubia és egy Tetraselmis-faj ptDNS-e gén nélküli kis egypéldányos és nagy fordított ismétlődésű résszel rendelkezik.
A S. dubia ptDNS-e 137 161 bp hosszú, ebből 32 310 a fordított ismétlődések része, 3385 az egypéldányos részé, és GC-tartalma 32,6%. 104 génje van, ezek a genom 58,5%-át teszik ki. 3 I-es és 4 II-es csoportbeli intronja van, ezek összesen a genom 8,4%-át adják. Az ismétlődések a genom 0,3%-ában vannak jelen. Az ugyanekkor szekvenált Tetraselmisé 100 264 bp hosszú, ebből 21 342 a fordított ismétlődésű részbe tartozik, de csak 392 van az egypéldányos részben. GC-tartalma 34%. 99 génje a genom 76,5%-át teszi ki. Intronja vagy jelentős ismétlődő szakasza nincs.

## Filogenetika
13 Prasinophytina-taxonból gyűjtöttek Nakajama et al. a korai zöldmoszatok filogenetikai rokonságának megállapításához. A 18S rRNS filogenetikai elemzését távolság-, parszimónia- és valószínűség-alapú statisztikai kísérletekkel végezték. Az elemzések 4 elkülönülő csoportot mutattak ki, ahol ezen ágak a legkorábban kialakult Chlorophyta-csoportoknak bizonyultak. A legegyszerűbb fa szerint a Chlorodendrales a Chlorophyta 4 kládot tartalmazó koronacsoportjának igen korai kládja, azonban a kutatás idején a csoportok sorrendje ismeretlen maradt.

## Jelentőség
A szennyvíztisztításban, a bioüzemanyag-készítésben és a farmakológiában használják egyes Tetraselmis-fajok tömeges kultúráit. Egyes halofil Tetraselmis-fajok hidrogenáza biohidrogén-előállításra használható, mivel a hidrogén az oxigénhez hasonlóan sós és hipersós rendszerekben kevésbé oldódik, és a sejten kívüli sótartalom befolyásolhatja az anyagcserét.

## Fordítás
Ez a szócikk részben vagy egészben  a   Chlorodendrales című angol Wikipédia-szócikk ezen változatának fordításán alapul.  Az eredeti cikk szerkesztőit annak laptörténete sorolja fel. Ez a jelzés csupán a megfogalmazás eredetét és a szerzői jogokat jelzi, nem szolgál a cikkben szereplő információk forrásmegjelöléseként.